# Volkswagen Gol
El Volkswagen Gol fue un automóvil del segmento B diseñado y producido en Brasil para América Latina por el fabricante alemán Volkswagen. Reemplazó al Volkswagen Brasilia y al Volkswagen Escarabajo como automóvil de bajo costo. El Gol fue líder en ventas en el mercado brasileño por más de veinte años. 
Además de América Latina, algunos modelos de la gama Gol fueron vendidos en Estados Unidos y Canadá (sedán dos puertas y familiar llamados Fox y Fox Wagon), también fue ensamblado como Ckd en Rusia y China, y en el Medio Oriente.
Se vendió en versiones hatchback de tres y cinco puertas (Gol o Volkswagen Pointer), sedán dos puertas (Voyage, Gacel o Fox) y cuatro puertas (Amazon o Senda), y familiar (Parati o Country). La familia Gol abarca tres generaciones, lanzadas en los años 1980, 1994 y 2008. La primera recibió dos modificaciones estéticas en 1987 y 1991. La segunda generación sufrió dos remodelaciones profundas en los años 1999 y 2005, las cuales fueron denominadas comercialmente tercera y cuarta generación. Luego se continuó vendiendo como variante económica mientras convivía con su reemplazante el Gol Trend, también denominado G5 (quinta generación) en su primera aparición, en el año 2008. Los rediseños de 2013, 2016 y 2019 se denominaron G6, G7 y G8 respectivamente, y son principalmente estéticos. De estas últimas 4 generaciones derivaron un nuevo sedan, que recuperó el nombre Voyage, y una nueva versión de la pickup Saveiro￼.￼

## Primera generación (1980-1996)
Esta generación de Gol fue un desarrollo netamente local realizado por la Volkswagen do Brasil, con el fin de poder reemplazar al Fusca, versión nacional del Volkswagen Tipo 1, que se venía vendiendo desde el año 1950, más allá de que la producción de este último modelo había sido reactivada en el año 1992 por pedido del entonces presidente Itamar Franco. Su desarrollo incluyó la creación de una nueva plataforma modular que fue denominada como "Plataforma BX", a la vez de haber sido desarrollados otros modelos que fueron derivados del Gol, siendo estos la pickup Saveiro, la rural Parati y el sedán Voyage. Esta plataforma fue diseñada por el ingeniero alemán Phillippe Schmidt quien había sido trasladado desde la casa matriz para hacerse cargo de la filial brasileña.
En su primera versión, este Gol configuraba con su chasis autoportante, un grupo mecánico consistente en motor y caja de velocidades dispuestos en posición longitudinal. El hecho de poder emplear esta configuración, tuvo que ver con la posibilidad de aprovechar la utilización del motor boxer de 1.3 litros refrigerado por aire, originario del Fusca, aunque posicionado en este caso en la parte delantera del coche. Con el paso del tiempo, esta motorización fue reemplazada por nuevos impulsores refrigerados a agua y con mejor desempeño, entre los que se incluyeron los motores AP de origen Audi de 1.6 hasta 2.0 litros, como así también hubo una versión económica, denominada "Gol 1000", la cual fue equipada con un motor Ford CHT de 1.0 litros, derivado del motor de origen Renault que equipó a los modelos Corcel y Escort de la Ford brasileña. Esta combinación fue posible, debido a la creación en el mercado sudamericano de la alianza Autolatina en 1987, que nucleaba las acciones de las marcas Volkswagen y Ford.
Con relación a su carrocería, el diseño de este coche estuvo inspirado en la silueta rectilínea del modelo Scirocco y fue bautizado con la nomenclatura Gol, por el arraigo que tiene el fútbol en la región sudamericana, principalmente en Argentina y Brasil. A su vez, tanto el Gol como la rural Parati solamente estuvieron disponibles en versiones de 3 puertas, mientras que el sedán Voyage tuvo versiones tanto de 2 como de 4 puertas, siendo esta última la única versión comercializada en el mercado argentino, siendo ofrecida bajo las nomenclaturas Gacel (entre 1989 y 1991) y Senda (entre 1992 y 1996). Completaba la gama de carrocerías, la pick-up liviana Saveiro ofrecida en ambos países y que únicamente presentó versiones de cabina simple.
Su producción finalizó en Brasil en el año 1994 con el lanzamiento de su sucesor, el Volkswagen Gol AB9 y con el cual convivió en producción en el mercado argentino, hasta su desaparición definitiva en 1996. 

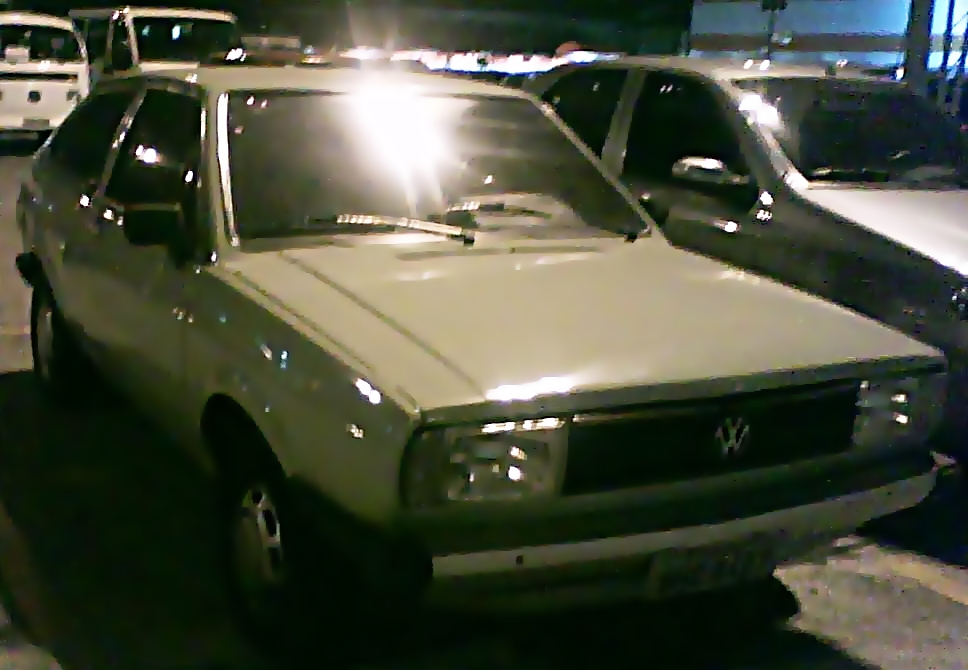
Volkswagen Gol MKI
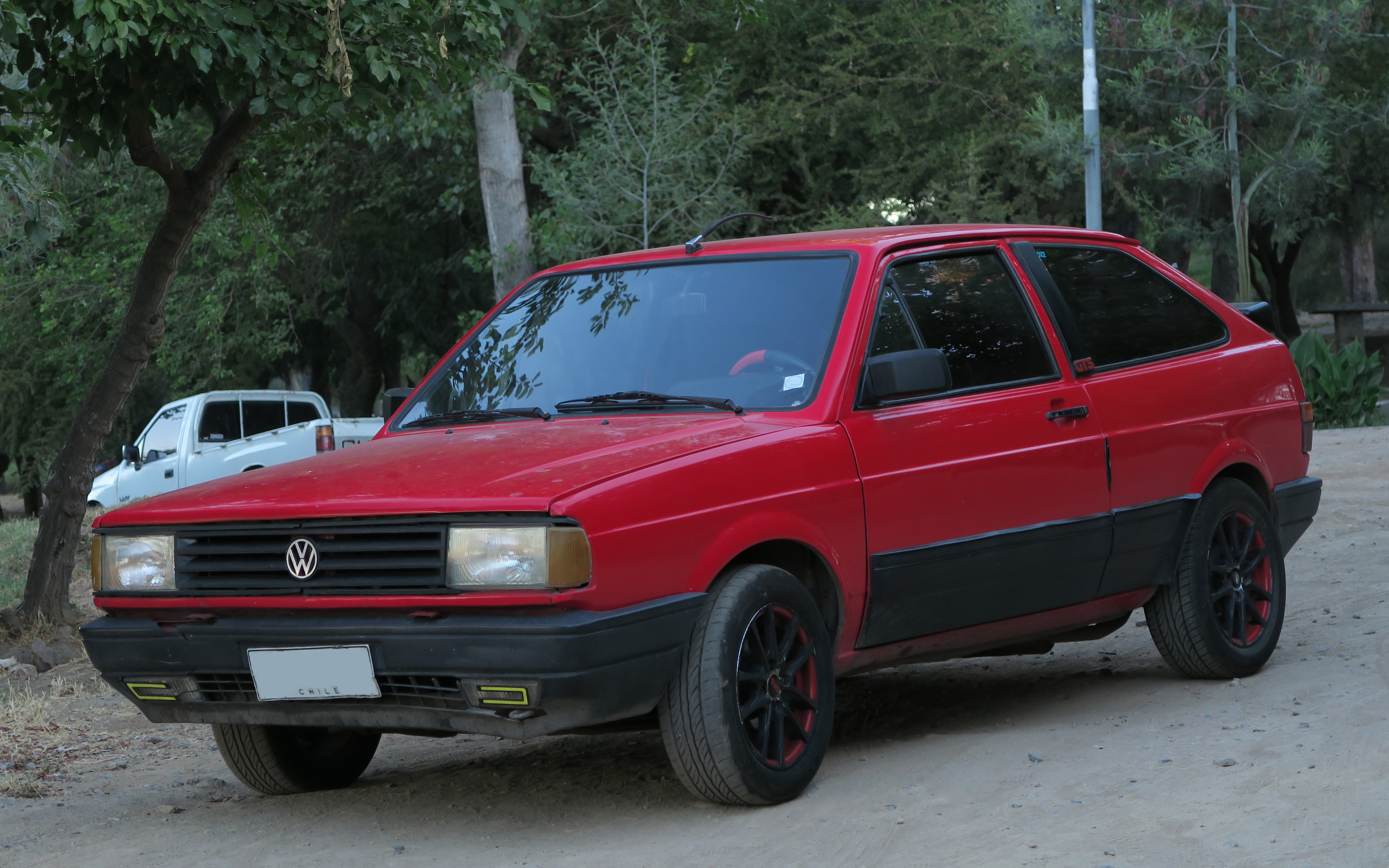
Volkswagen Gol 1990
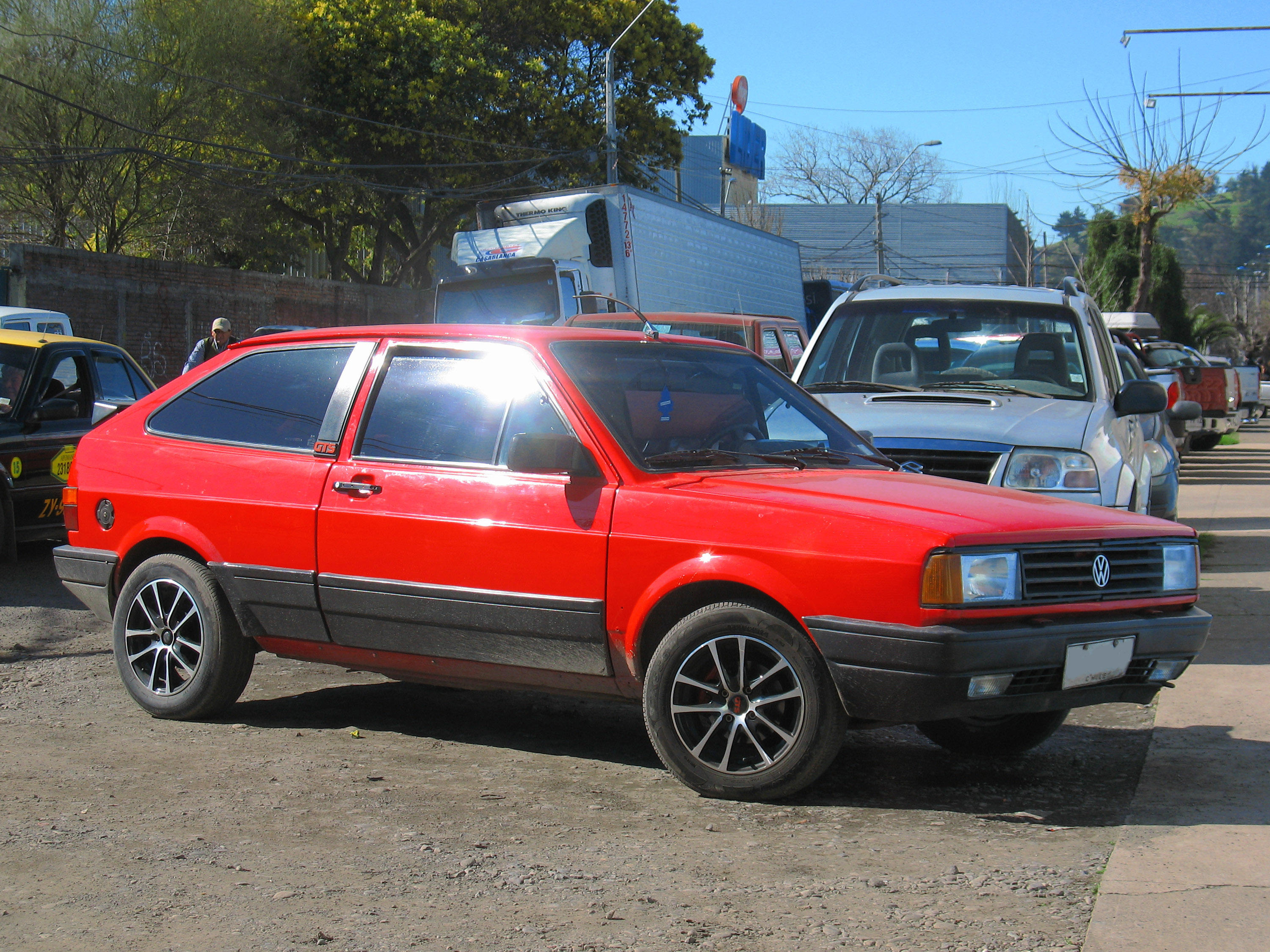
Volkswagen Gol GTS
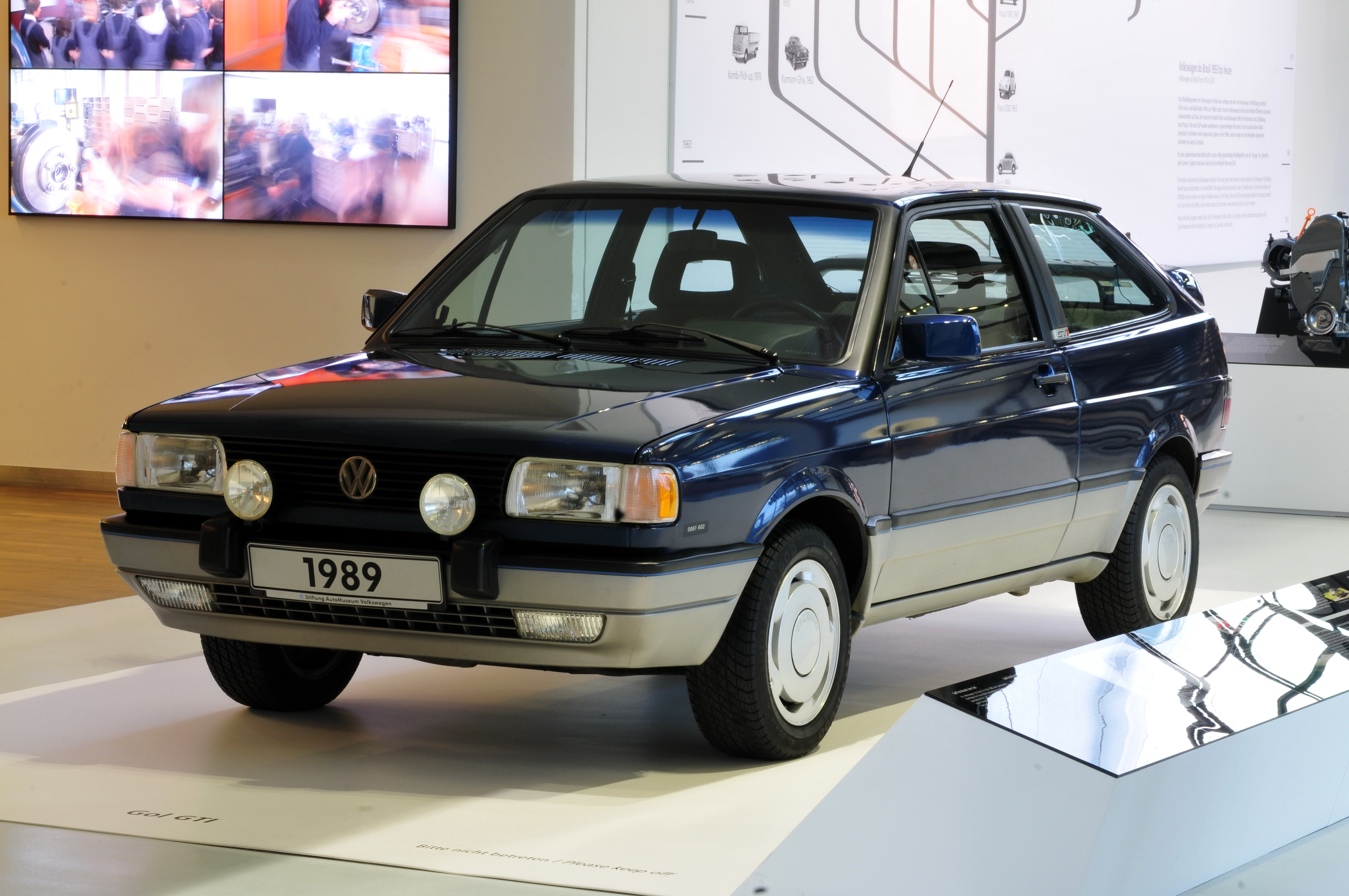
Volkswagen Gol GTi 1989

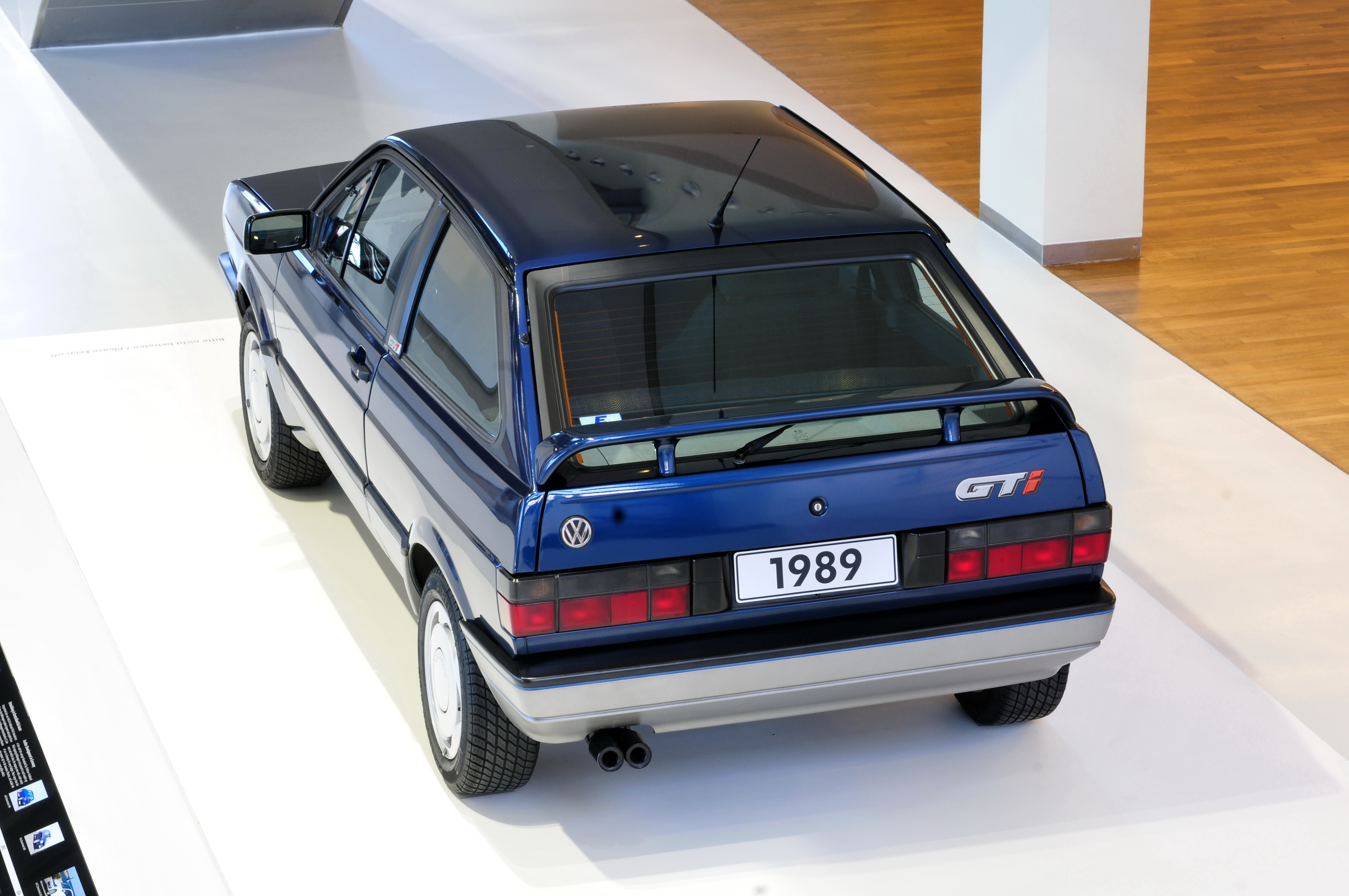
Volkswagen Gol GTi 1989
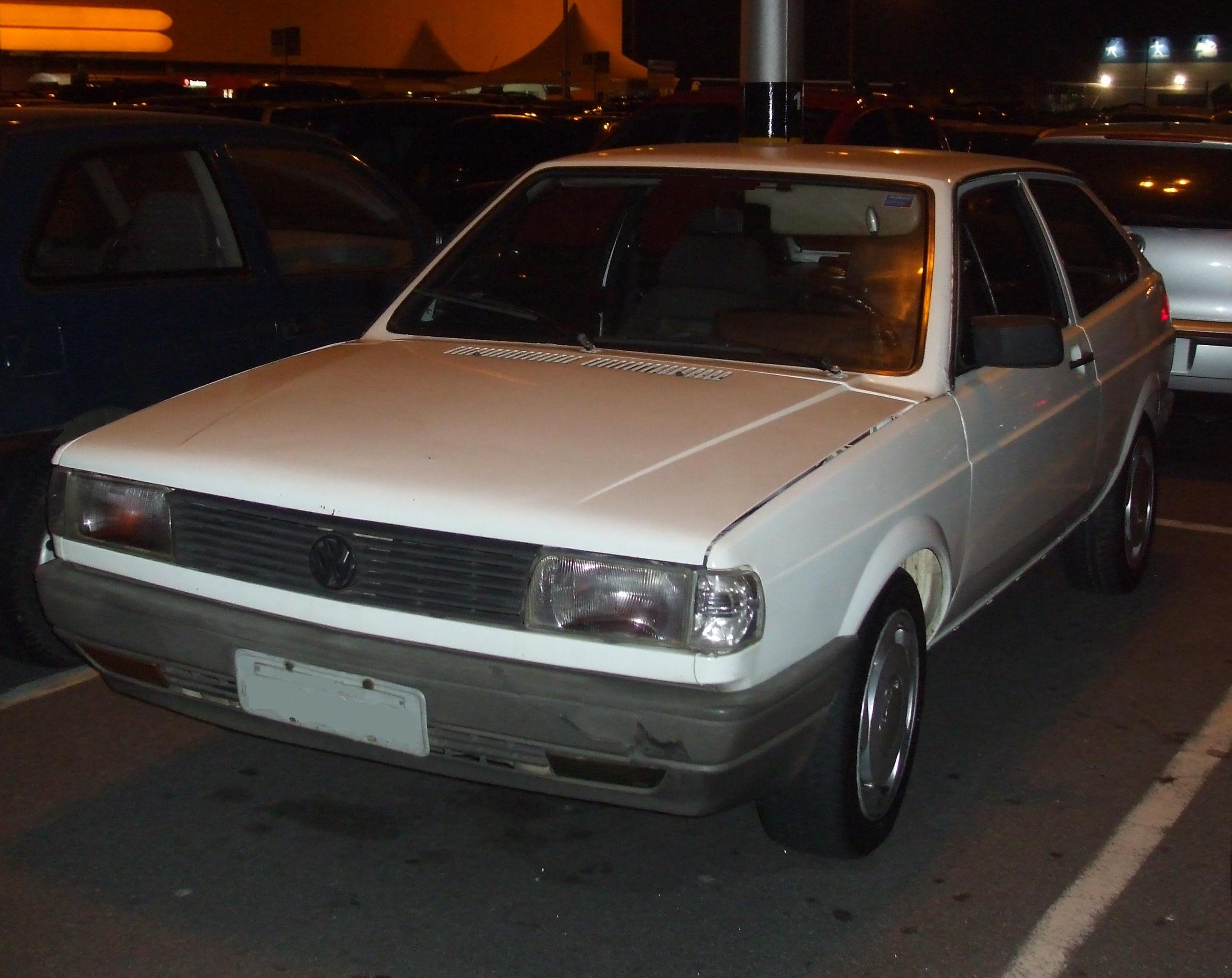
Volkswagen Gol Rediseño ´87
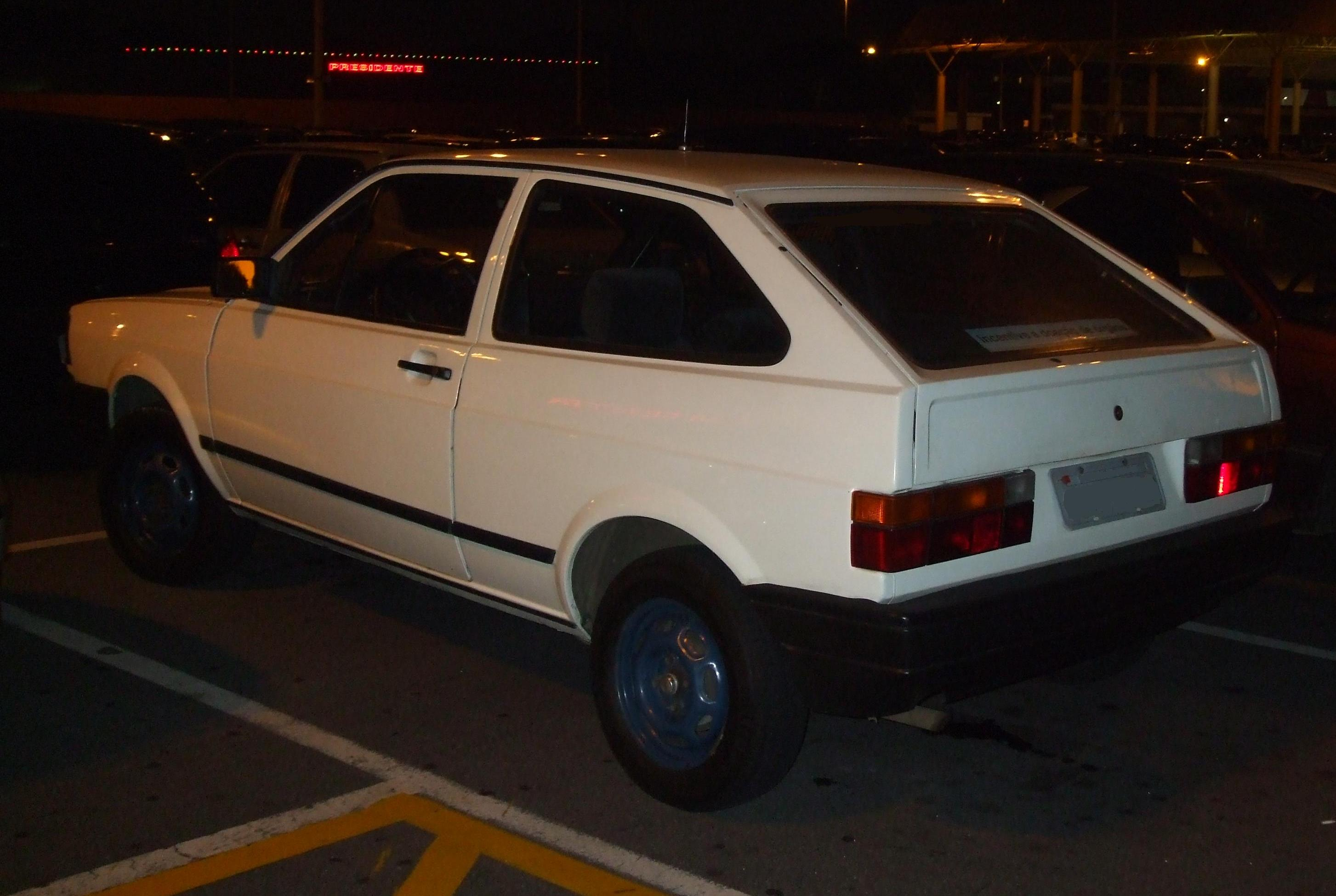
Volkswagen Gol Rediseño ´87
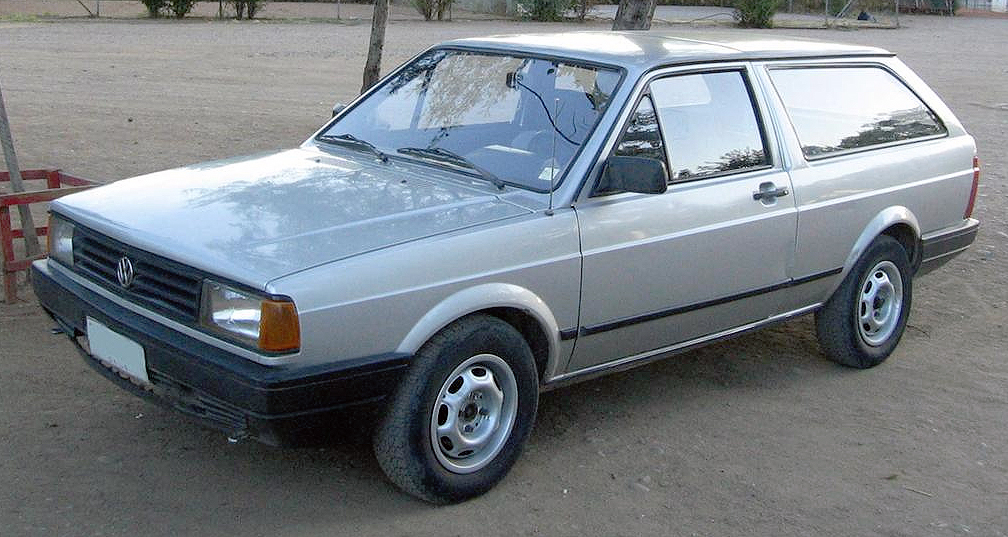
Volkswagen Parati familiar 1990

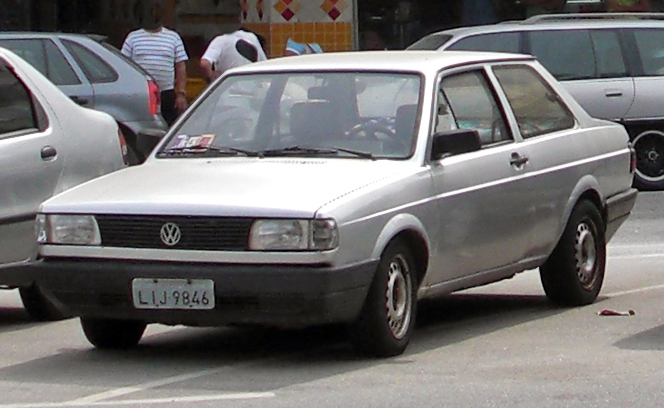
Volkswagen Voyage 2 puertas
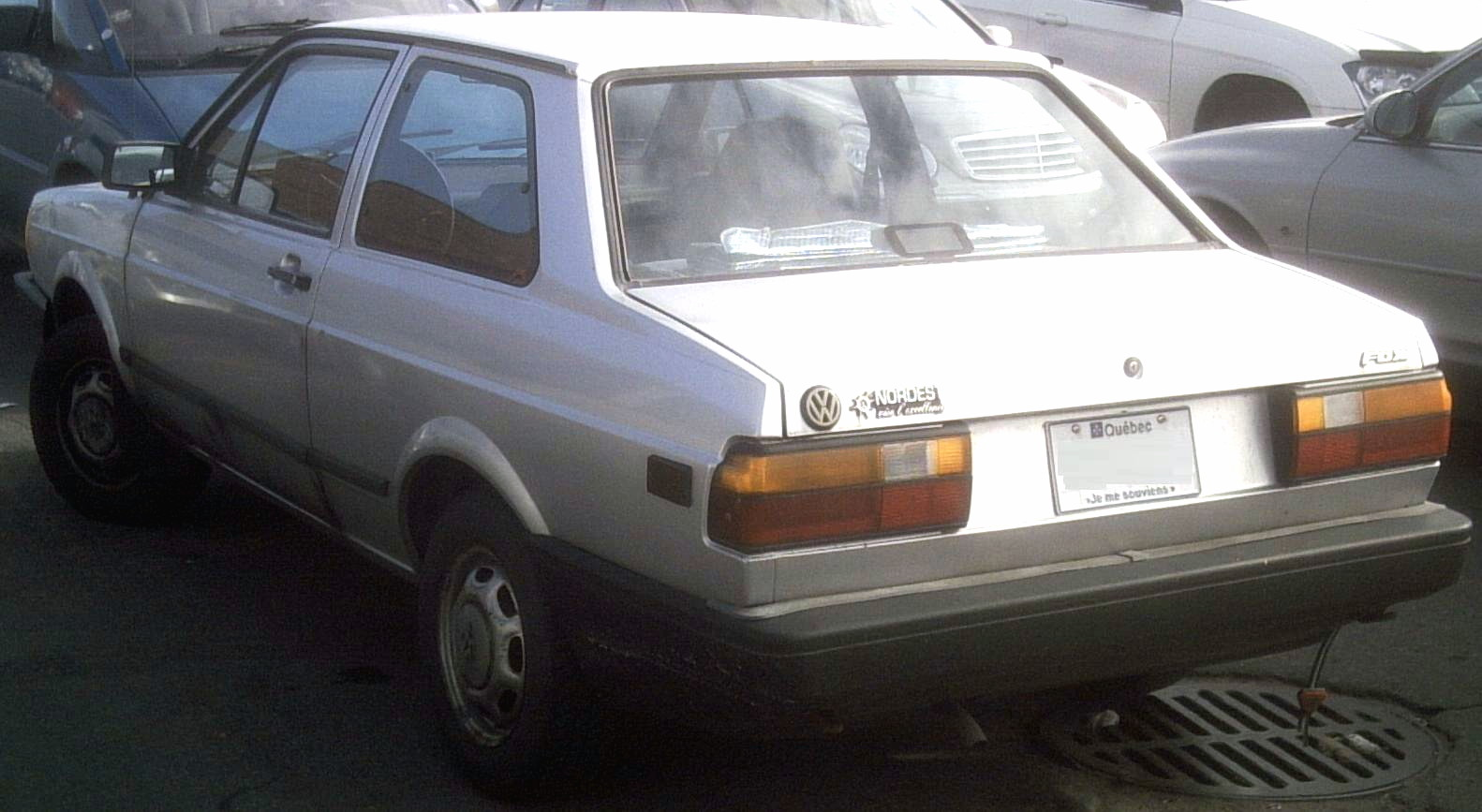
Volkswagen Fox 2 puertas
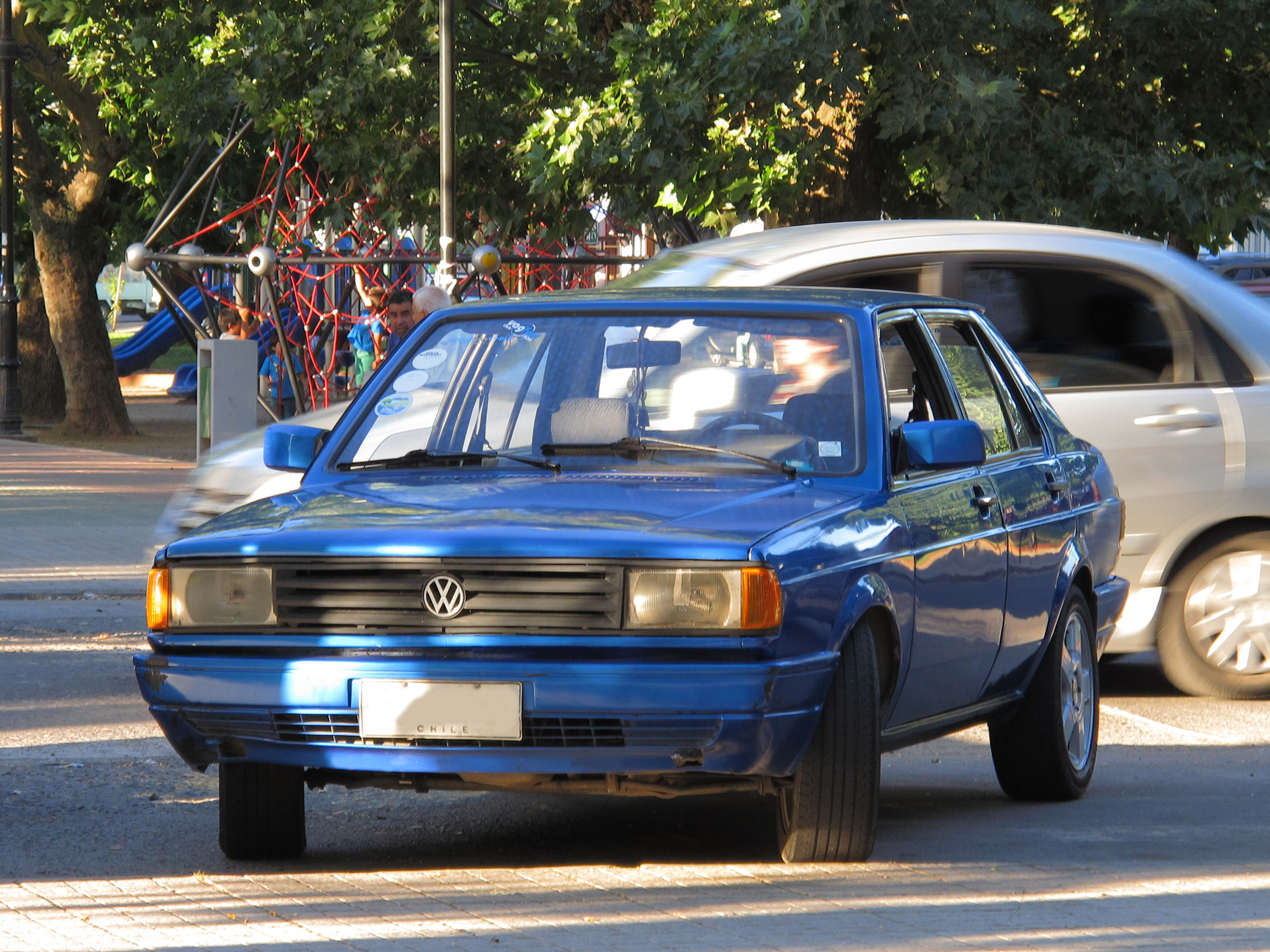
Volkswagen Voyage 4 puertas
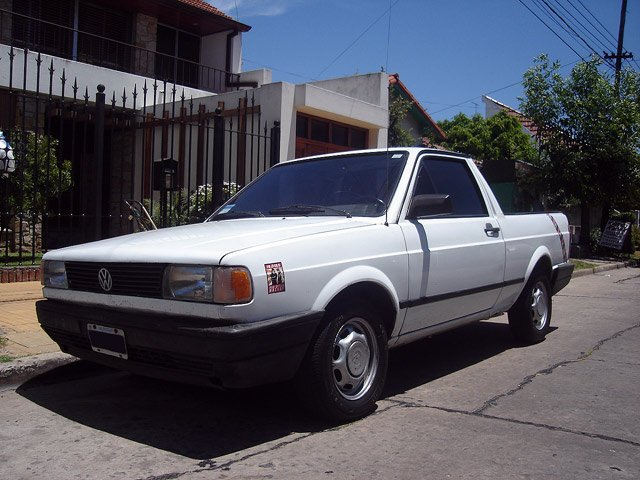
Volkswagen Saveiro

## Segunda generación (1994-2013)

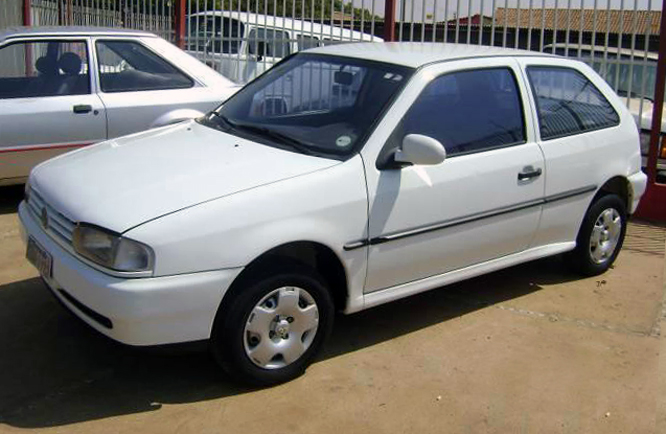
Volkswagen Gol G2

La segunda generación de Gol fue presentada en el año 1994. Esta generación supuso un cambio radical en la fisonomía del modelo, presentando un nuevo diseño de carrocería de dimensiones más amplias que su antecesor, pero manteniendo su base mecánica.
Este nuevo Gol fue proyectado sobre una versión mejorada de la plataforma BX de la generación anterior, pero fue codificado con las siglas AB9. A pesar de presentar un diseño más amplio en cuanto a ancho, alto y batalla, este Gol era unos centímetros más corto que su predecesor, aun así, su renovado diseño le confería una mayor aerodinamia.
A lo largo de su comercialización, a esta generación se la dividió en tres subgeneraciones, las cuales fueron conocidas como G2 (1994-2005), G3 (1999-2005) y G4 (2005-2013). Asimismo y al igual que su predecesor, desarrolló otros tipos de carrocería con diferente nomenclatura, presentando las versiones pickup Saveiro y la rural Parati (Gol Country en Argentina), pero en contrapartida, no presentó una versión sedán, por lo que no existió en esta generación una versión de Volkswagen Voyage. A su vez y en favor de suplir esta vacante, una novedad que presentó esta generación fue la incorporación de versiones 5 puertas para los modelos Gol y Parati, siendo la primera vez que para estos coches se presentaban opciones de carrocerías con acceso directo a las plazas traseras a través de puertas. Asimismo, la oferta del segmento B era completada con el Volkswagen Polo Classic que fue ofrecido como versión berlina.
Respondiendo al Chevrolet Corsa, Volkswagen lanzó el tercer rediseño del Gol en septiembre de 1994. La plataforma del nuevo modelo era una versión mejorada de la primera generación. El coeficiente aerodinámico Cx bajó en un 25%, de 0,45 a 0,34, y su distancia entre ejes alargada permitió aumentar el espacio interno, el cual era un punto débil del modelo anterior. Por esta misma razón, la segunda generación del Gol heredó de su antecesor la disposición longitudinal del motor, algo curioso en un mercado donde todos sus rivales ya contaban con motor transversal.
Con sus múltiples versiones y modificaciones, esta generación de Gol finalmente fue discontinuada en el año 2015, habiendo convivido en ventas con su sucesora tercera generación, la cual fue lanzada en 2008 como Volkswagen Gol NF.

## Tercera generación (2008-2023)
El Gol de tercera generación (comercializado como Gol G5, codificado como NF) fue estrenado en Brasil en noviembre de 2008 con carrocería hatchback de cinco puertas. Basado en la plataforma NF del Fox/Lupo y del Polo, tiene los motores transversales bicombustibles gasolina/etanol de 1.0 y 1.6 litros de cilindrada estrenados en la línea 2009 de estos modelos. En el resto de los países donde se venderá, los motores funcionarán únicamente a gasolina. En principio, el Gol IV continuará en producción con una gama reducida.
La versión sedán, lanzada en octubre de 2008, retomó el nombre de Volkswagen Voyage, que se había usado en el mercado brasileño para la versión sedán de la primera generación del Gol, a excepción de México y Centroamérica, donde se le conoce como Volkswagen Gol Sedán. En Argentina se lo conoce como Volkswagen Voyage.
En el mercado centroamericano, esta generación del Gol se vende junto a una versión más austera del Gol segunda generación y se posiciona directamente debajo del Volkswagen Polo V.
- G5 (2008-2012)
Rediseño G6 (2012-2016)
Rediseño G7 (2016-2018)
Rediseño G8 (2018-2023)

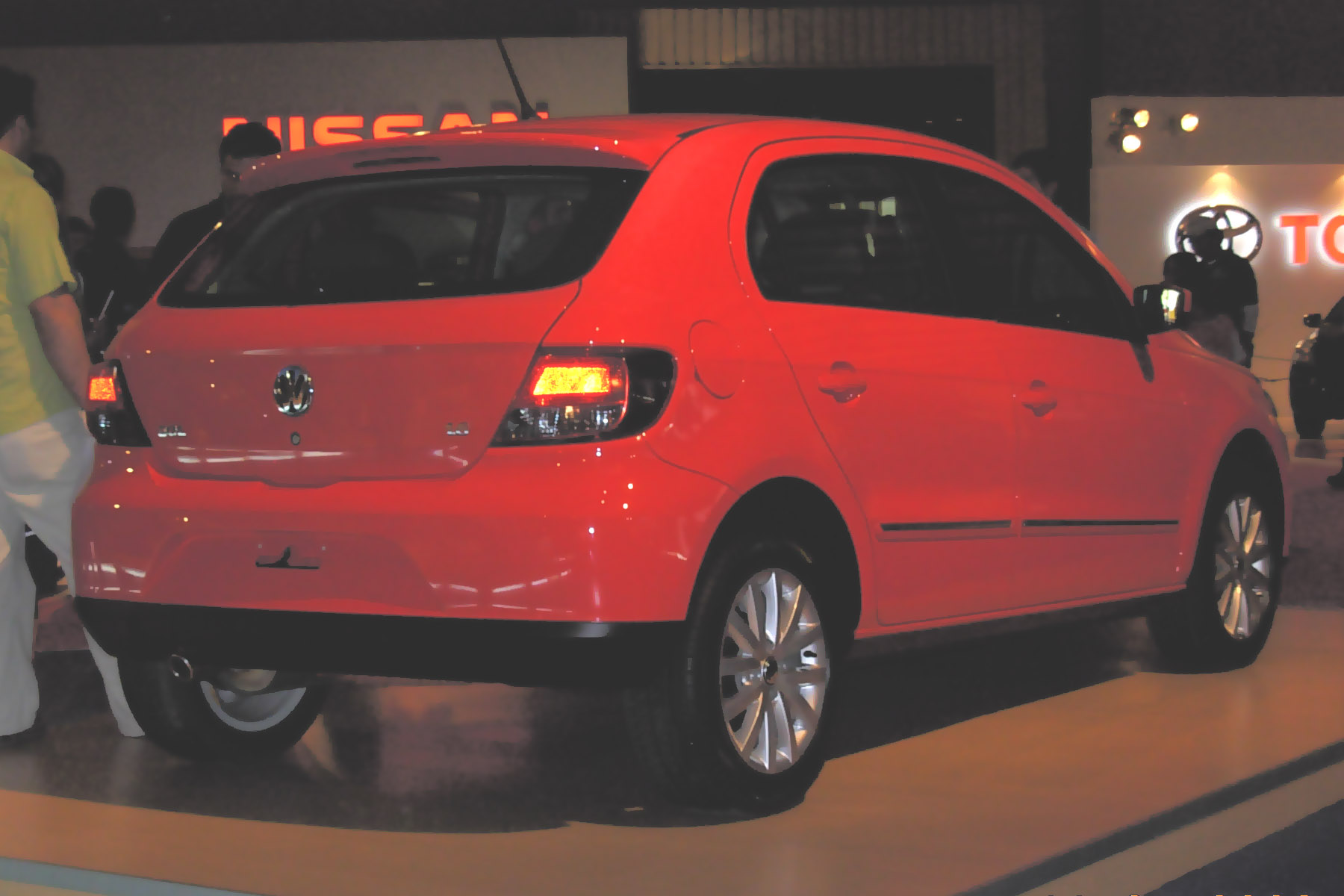
Volkswagen Gol NF (G5)
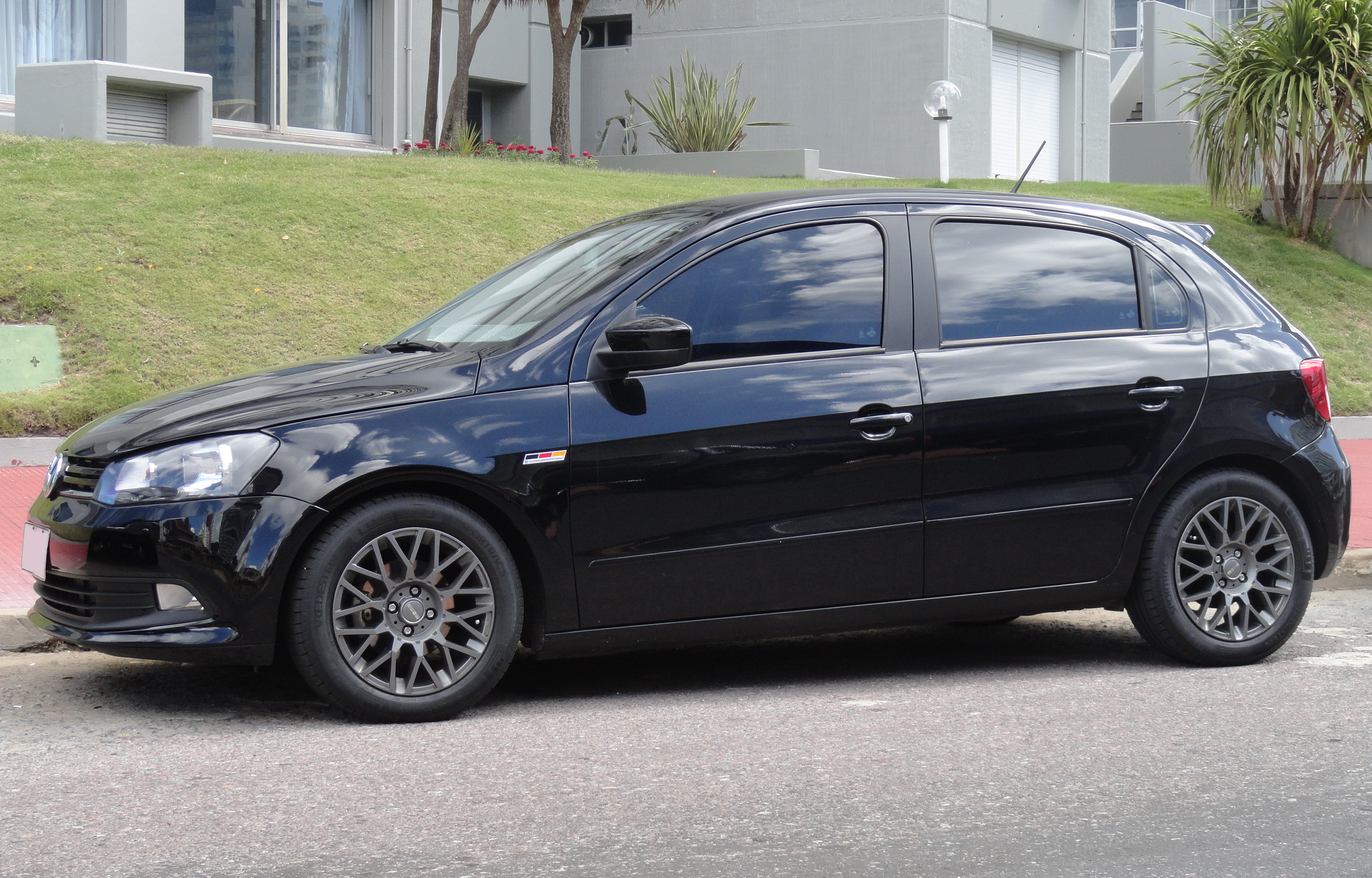
Volkswagen Gol G6

### Saveiro G5
En agosto de 2009 VW do Brasil reveló la tercera generación de la pickup Saveiro. El nuevo Saveiro está disponible con una cabina estándar o una cabina extendida, compartiendo la misma distancia entre ejes que es 152 mm más largo que el del Gol y Voyage. El único motor disponible, el 1.6L VHT de 101cv, que se traslada del Gol y Voyage. La especificación más básica del 1.6 tiene paragolpes negros y llantas de acero de 14 pulgadas. El paquete opcional «Trend» incluye llantas de aleación de 14 pulgadas y las manijas de las puertas y el espejo retrovisor en colores coordinados; el modelo de alto rango de la línea es el Saveiro «Trooper» que tiene llantas de acero de 15 pulgadas pintadas en negro.
La capacidad de carga es de 715 kg para la cabina estándar y 700 kg para la cabina extendida.

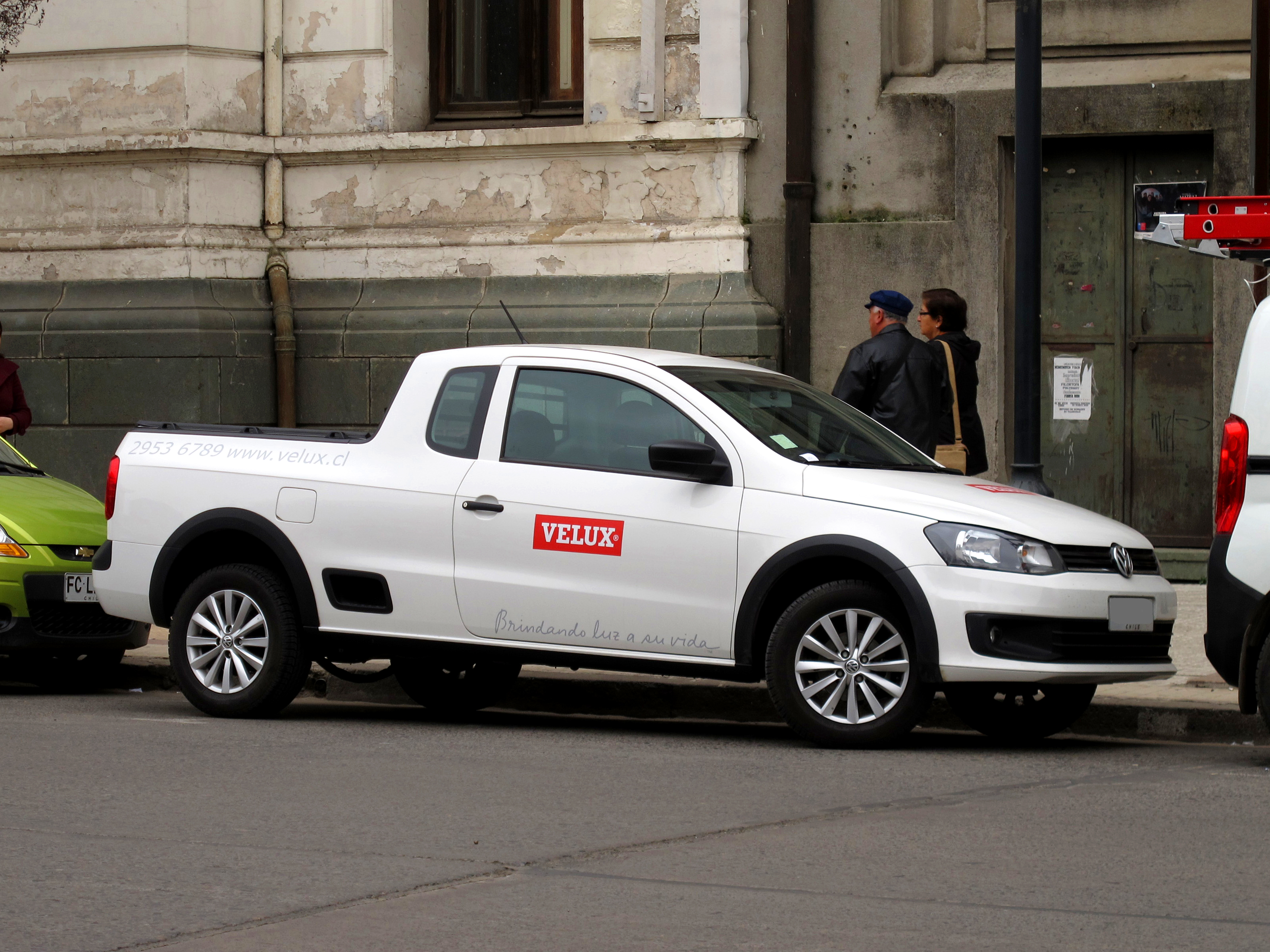
Volkswagen Saveiro 1.6 con cabina Space Cab

### Gol NF en Argentina
En Argentina, el Gol NF fue presentado en simultáneo con el lanzamiento de su producción y venta en Brasil. A la par de esto, el llamado Gol G4 (la última actualización a la generación Gol AB) continuaba su producción y venta en Argentina debido a su buen nivel de ventas, presentando hasta allí las versiones Power y Trendline. Al momento del lanzamiento del Gol NF (llamado en Argentina como Gol G5), la producción del Gol G4 se centró exclusivamente en la versión Power, mientras que el nivel de equipamiento Trendline pasaba a ser propiedad del nuevo Gol. De esta forma, el Gol G4 era ofrecido como Gol Power, mientras que el Gol G5 era presentado como Gol Trend. Tras la finalización de producción del Gol AB (Gol G4 o Gol Power), el nuevo Gol NF pasó a ocupar toda la franja siendo presentado en sus versiones Trendline y Comfortline.
Desde enero de 2022, el Gol tiene prohibida su venta en Argentina tras la entrada en vigor de la ley que prohíbe la venta de vehículos nuevos no dotados de ESP. Volkswagen se ha mostrado muy crítica con la nueva ley para hacer obligatorio este equipamiento de seguridad. Al negarse a equipar el Gol con ESP, Volkswagen tuvo que dejar de comercializar el modelo en Argentina, a pesar de que era el tercer turismo más vendido en el mercado nacional en 2021.

## Saveiro
En 1982, Volkswagen do Brasil decidió fabricar un utilitario coupé basado en el Gol, llamado Saveiro. Fue llamado Pointer Pick-up - más tarde Gol Pick-up - en México.

### Primera generación (1982-1997)

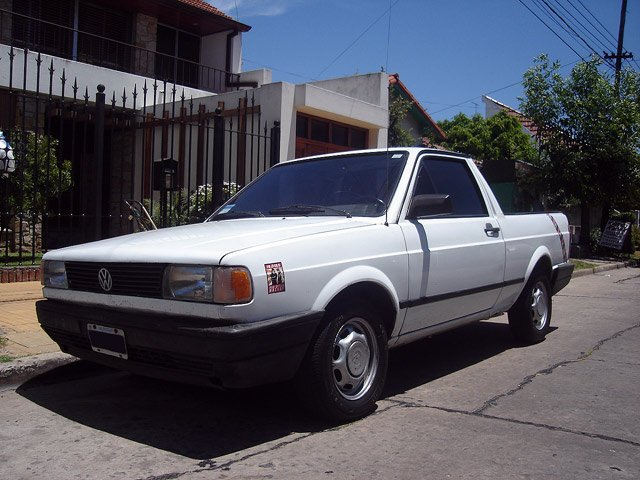
Vista delantera
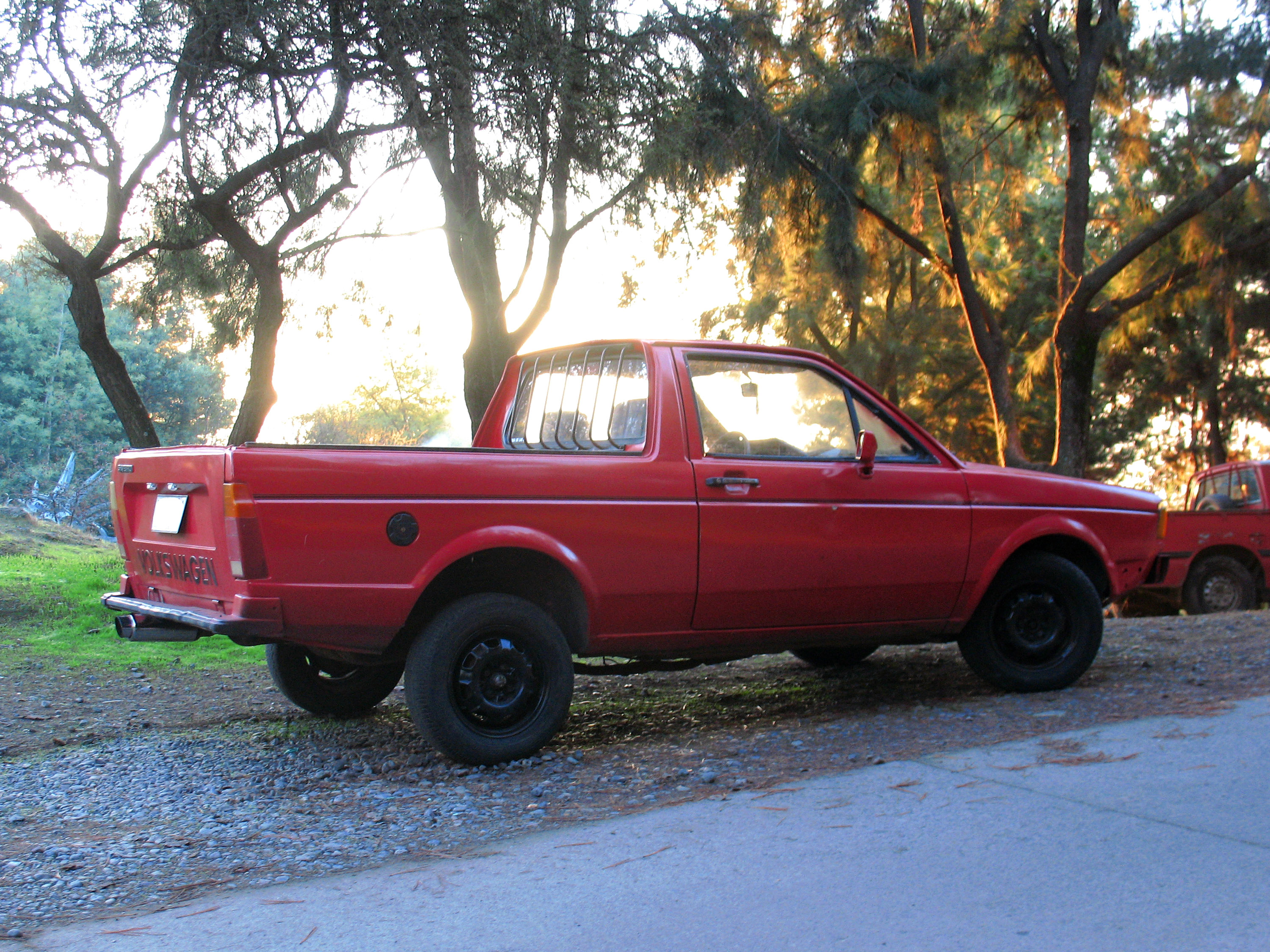
Vista trasera
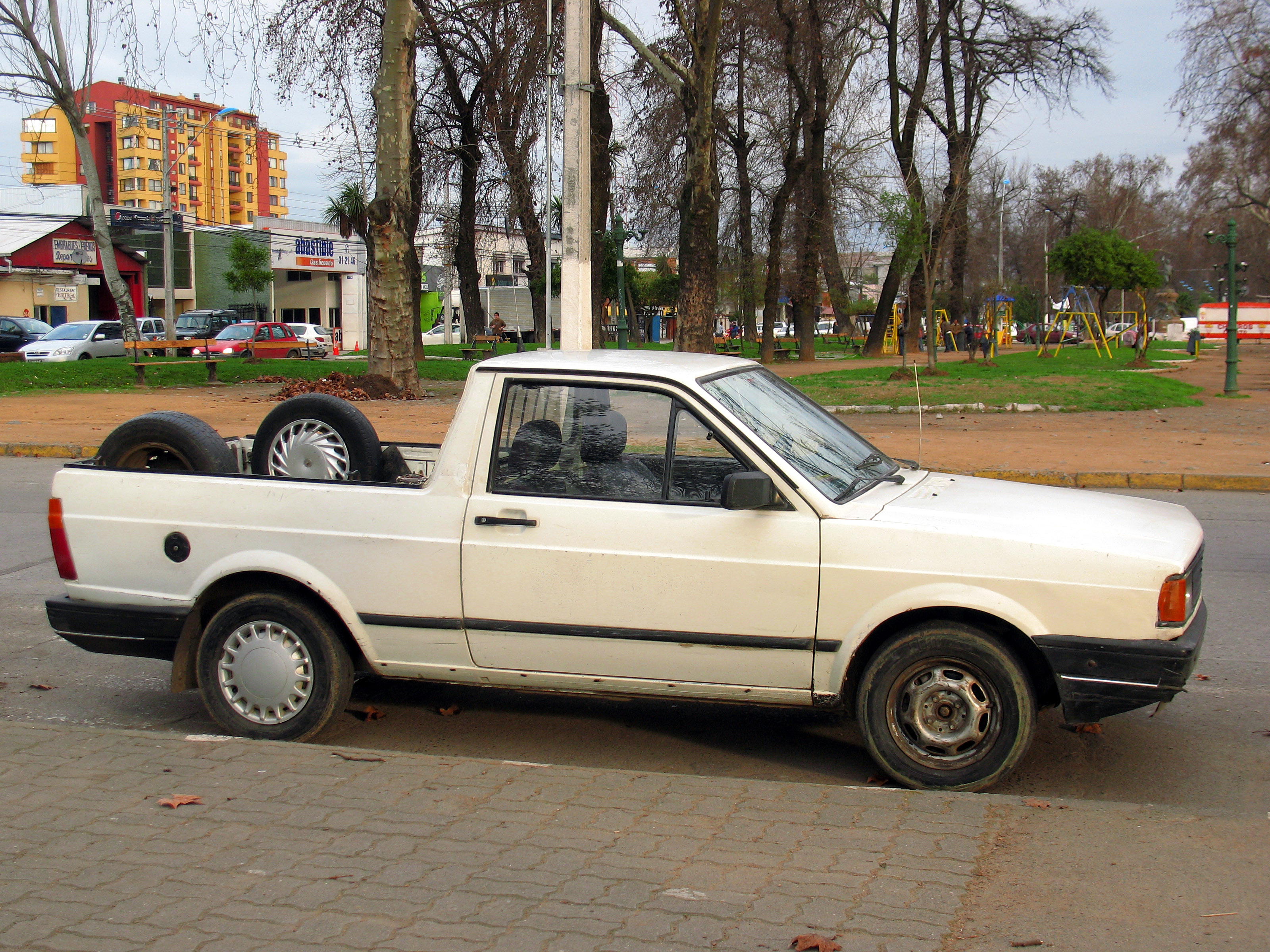
Vista de lado

### Segunda generación (1997-2009)

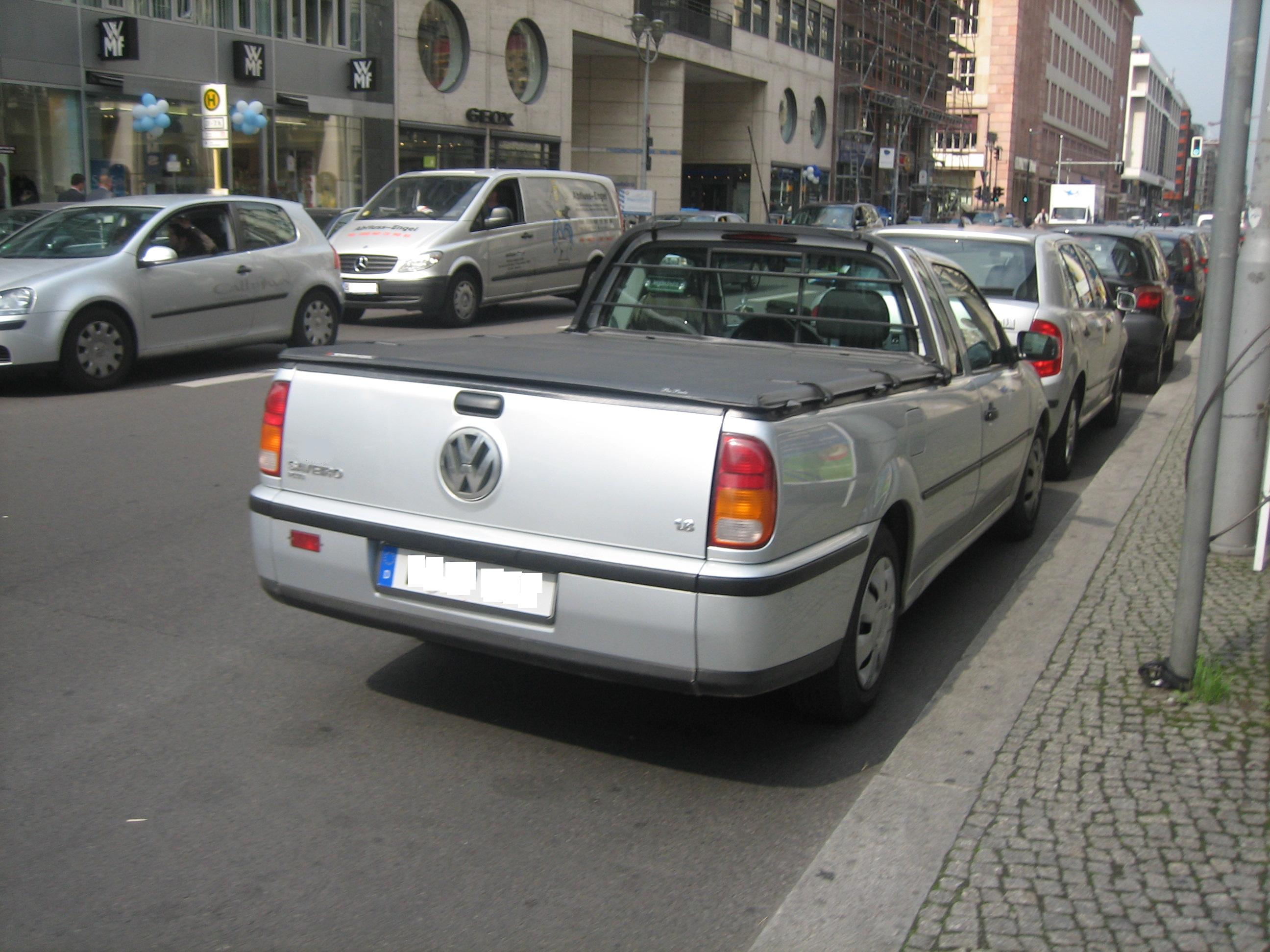
Pre-reestilización (1997-2000)
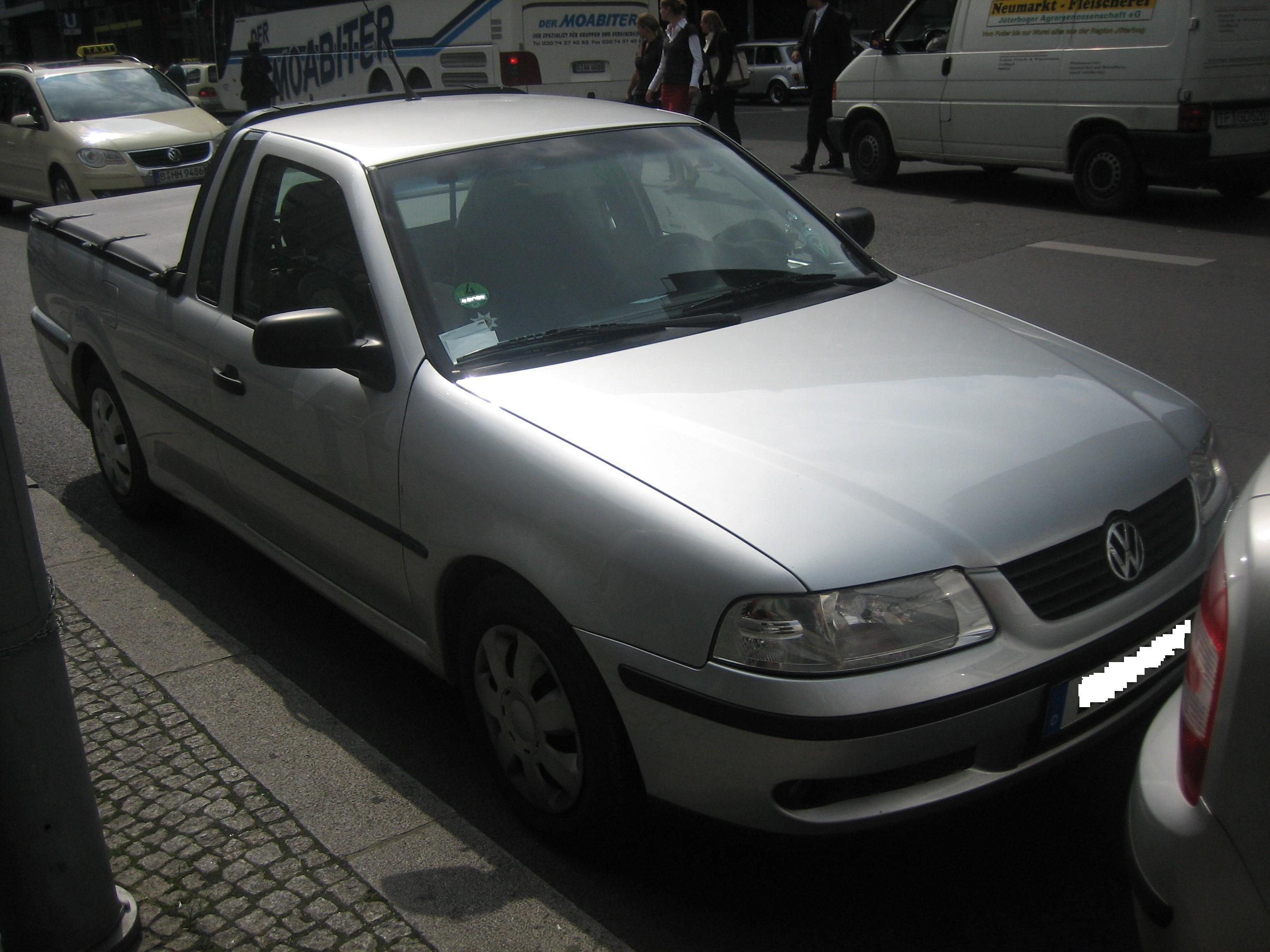
Primera reestilización (2000-2005)
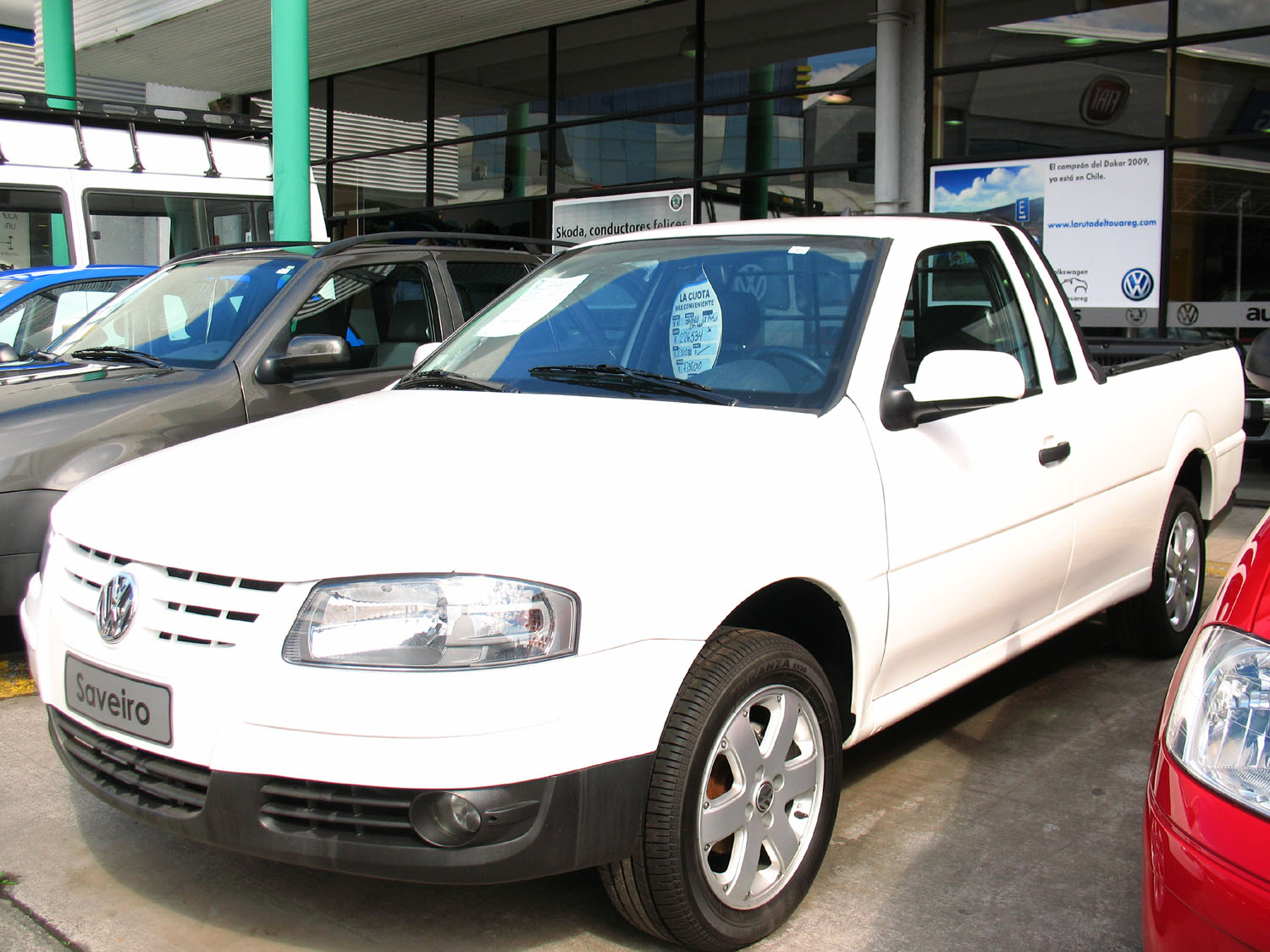
Segunda reestilización (2005-2009)

### Tercera generación (2009-presente)
En esta generación, a partir de la segunda reestilización se agregó una variante de cabina completa de dos puertas de la Saveiro.

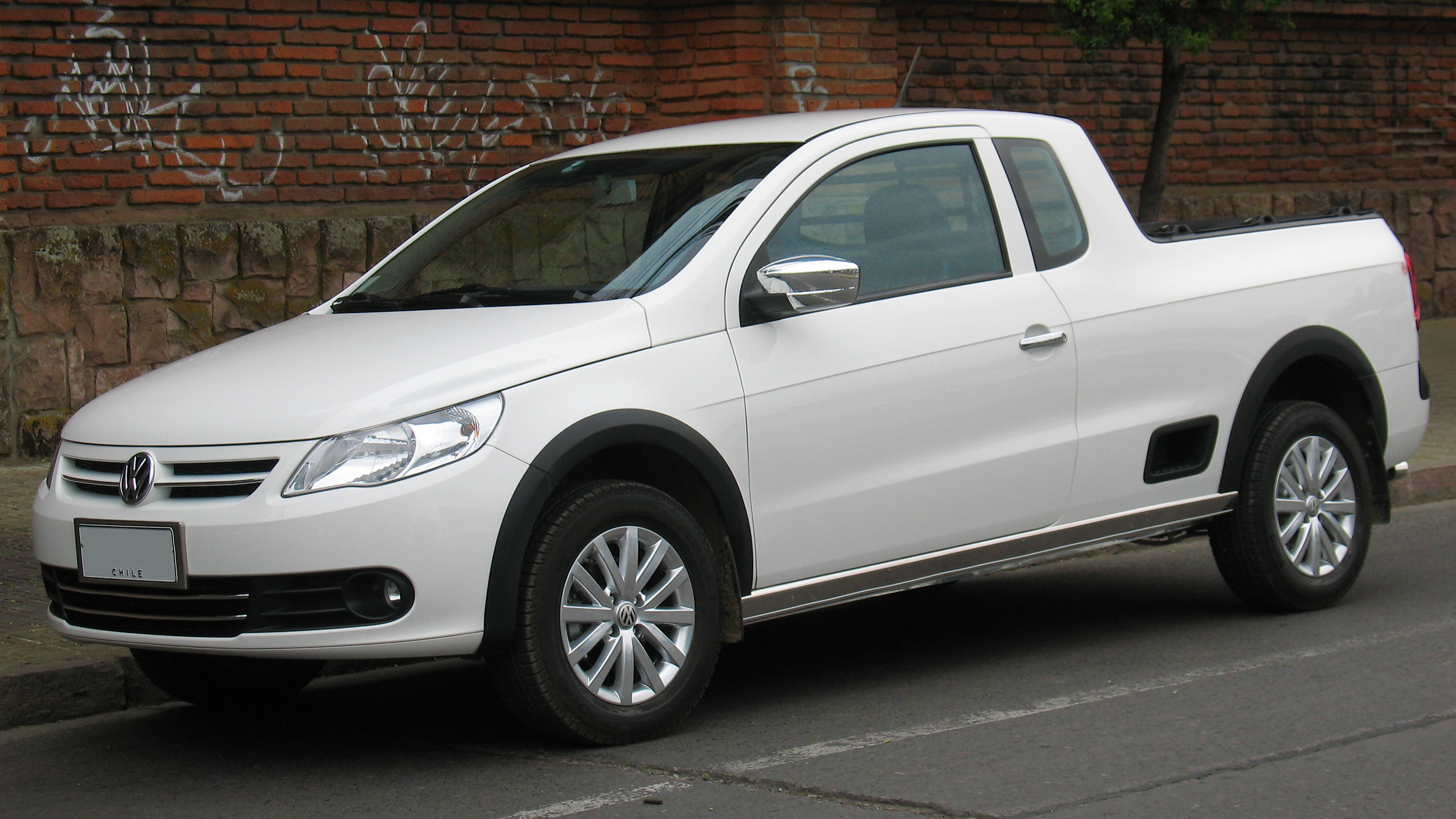
Pre-reestilización (2009-2013)
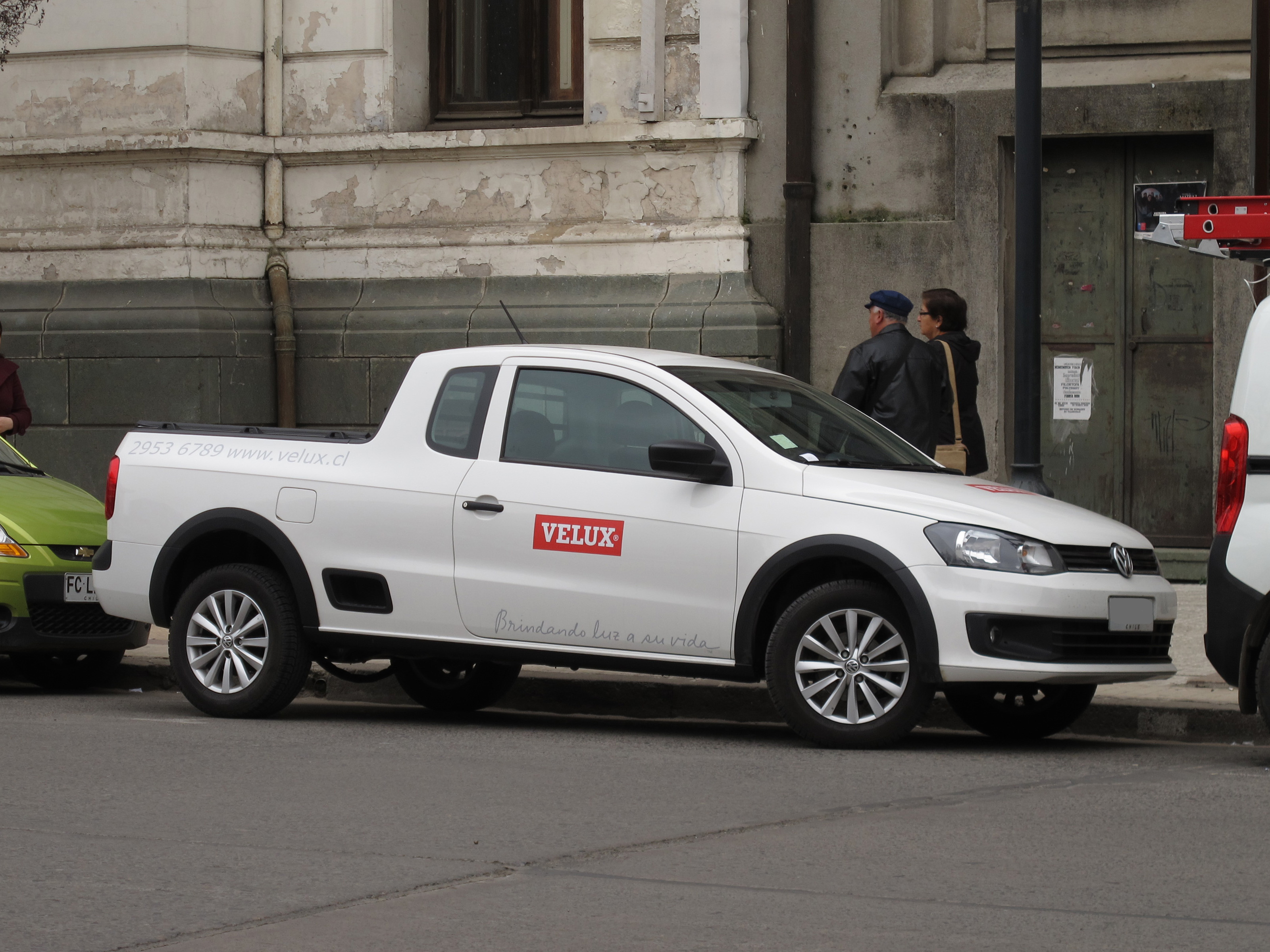
Primera reestilización (2013-2016)
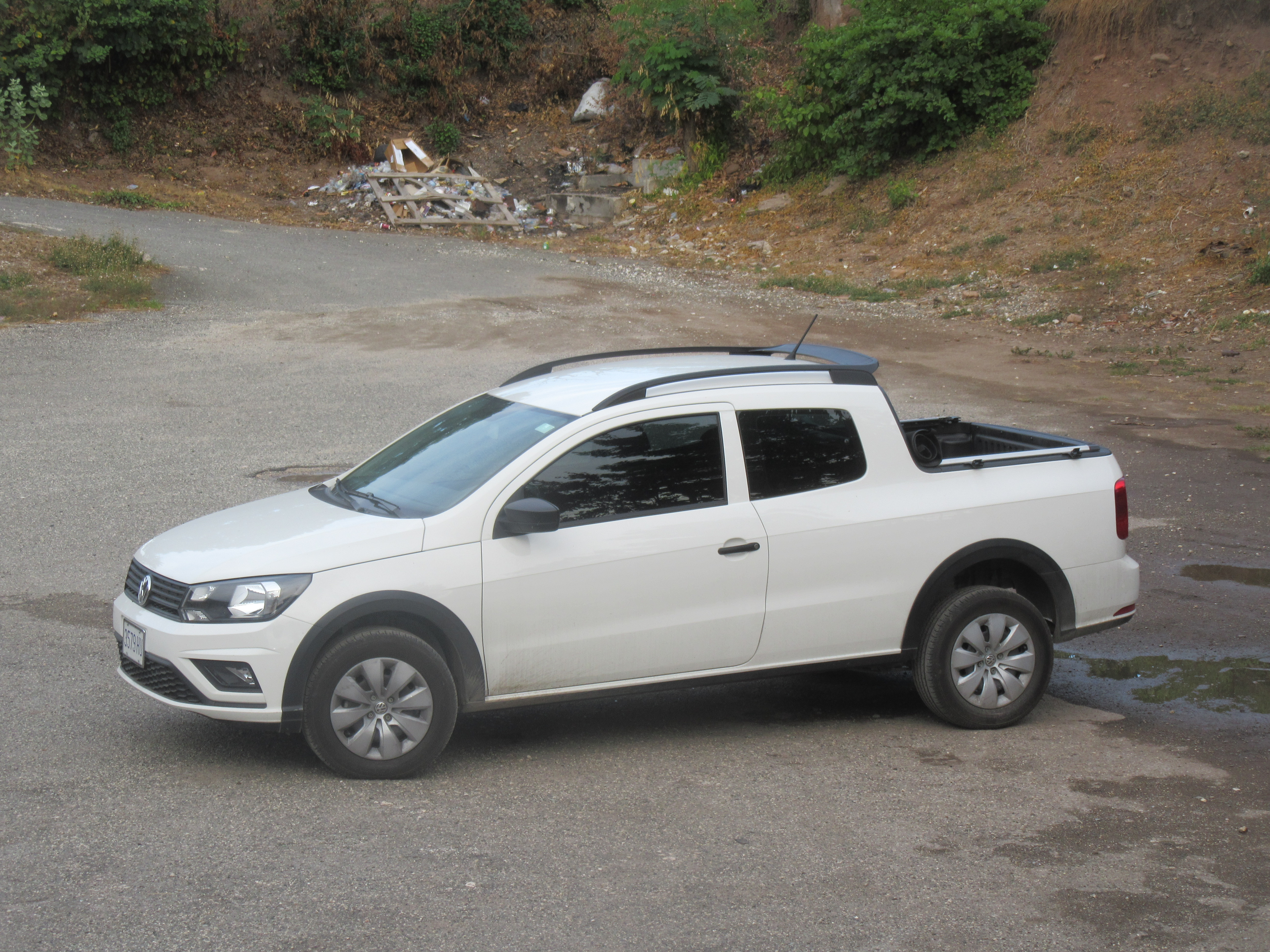
Segunda reestilización (2016-2023)
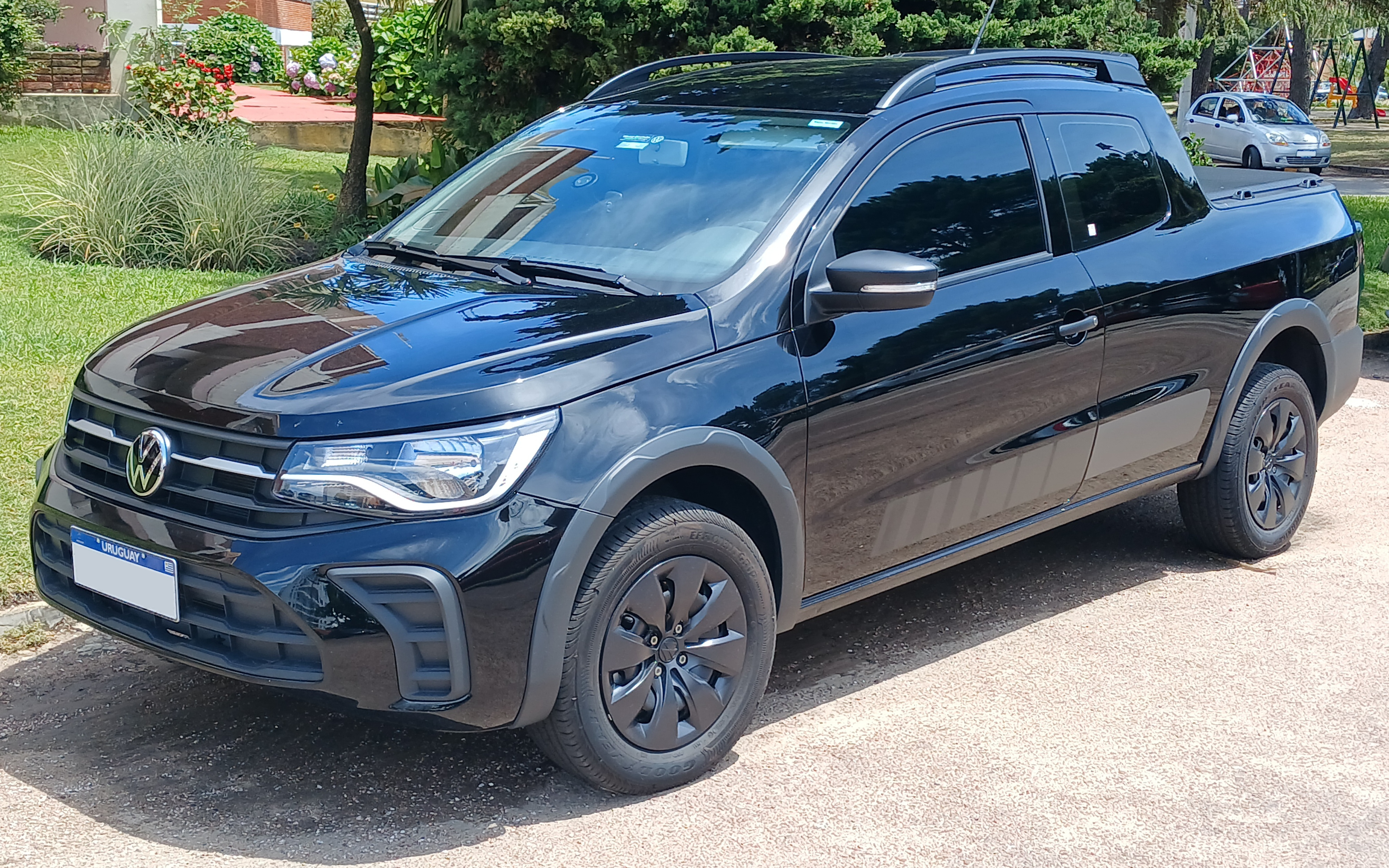
Tercera reestilización (2023-presente)

#### Saveiro Cross
En 2010, Volkswagen do Brasil lanzó una versión más "robusta" y off-road de la Saveiro, denominada Saveiro Cross.

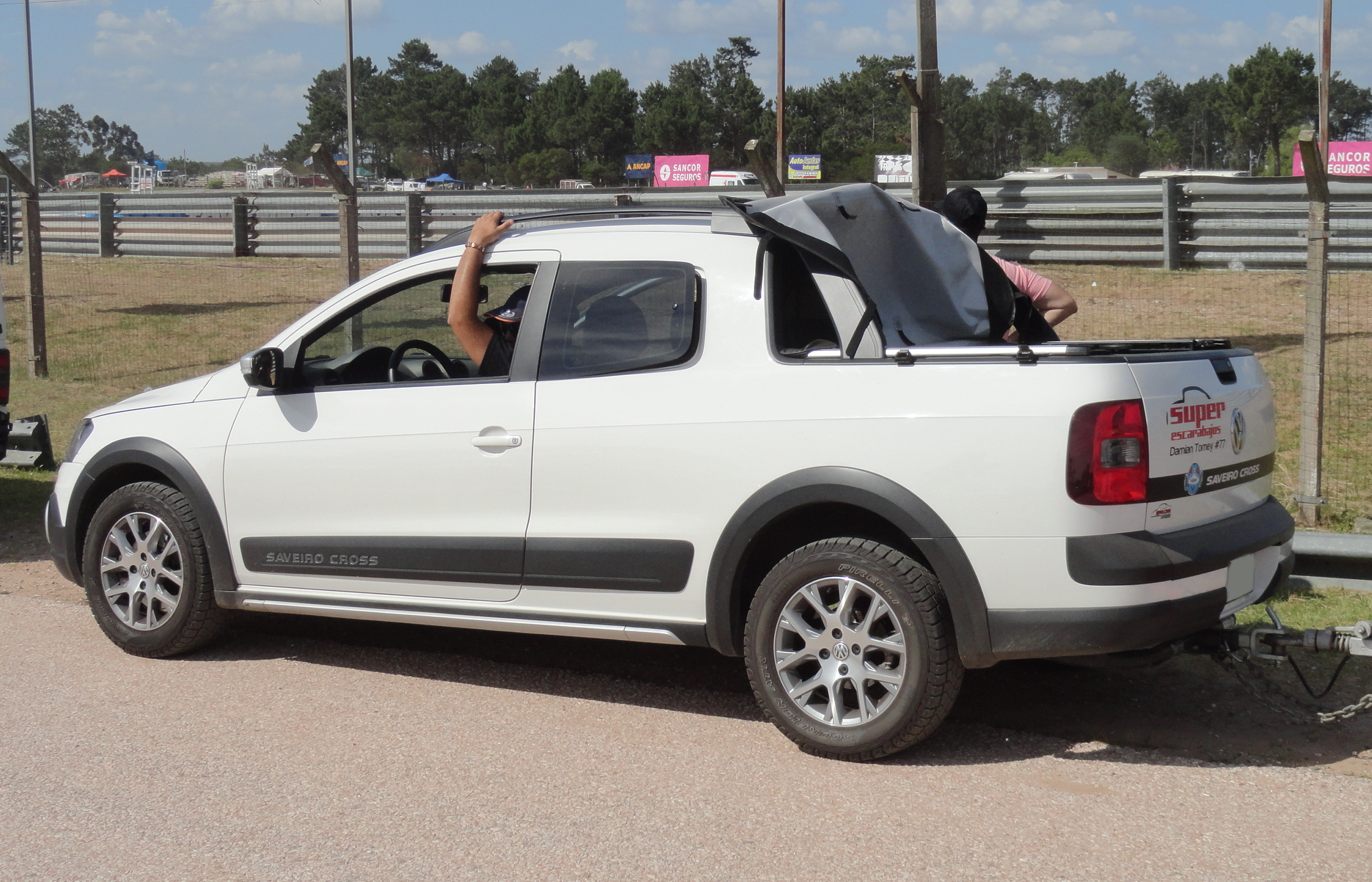
Vista trasera de la Saveiro Cross (primera reestilización)
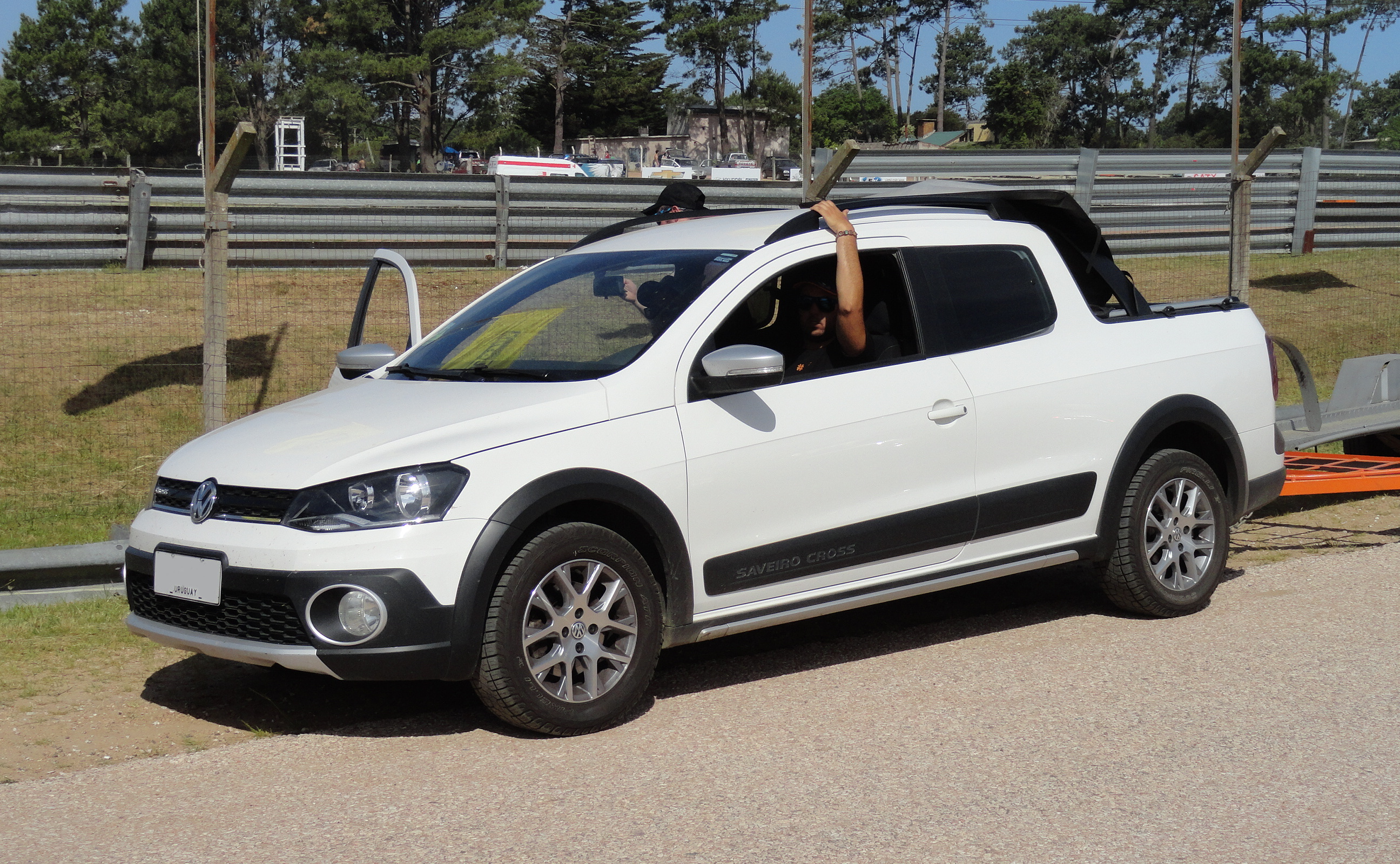
Vista delantera (primera reestilización)
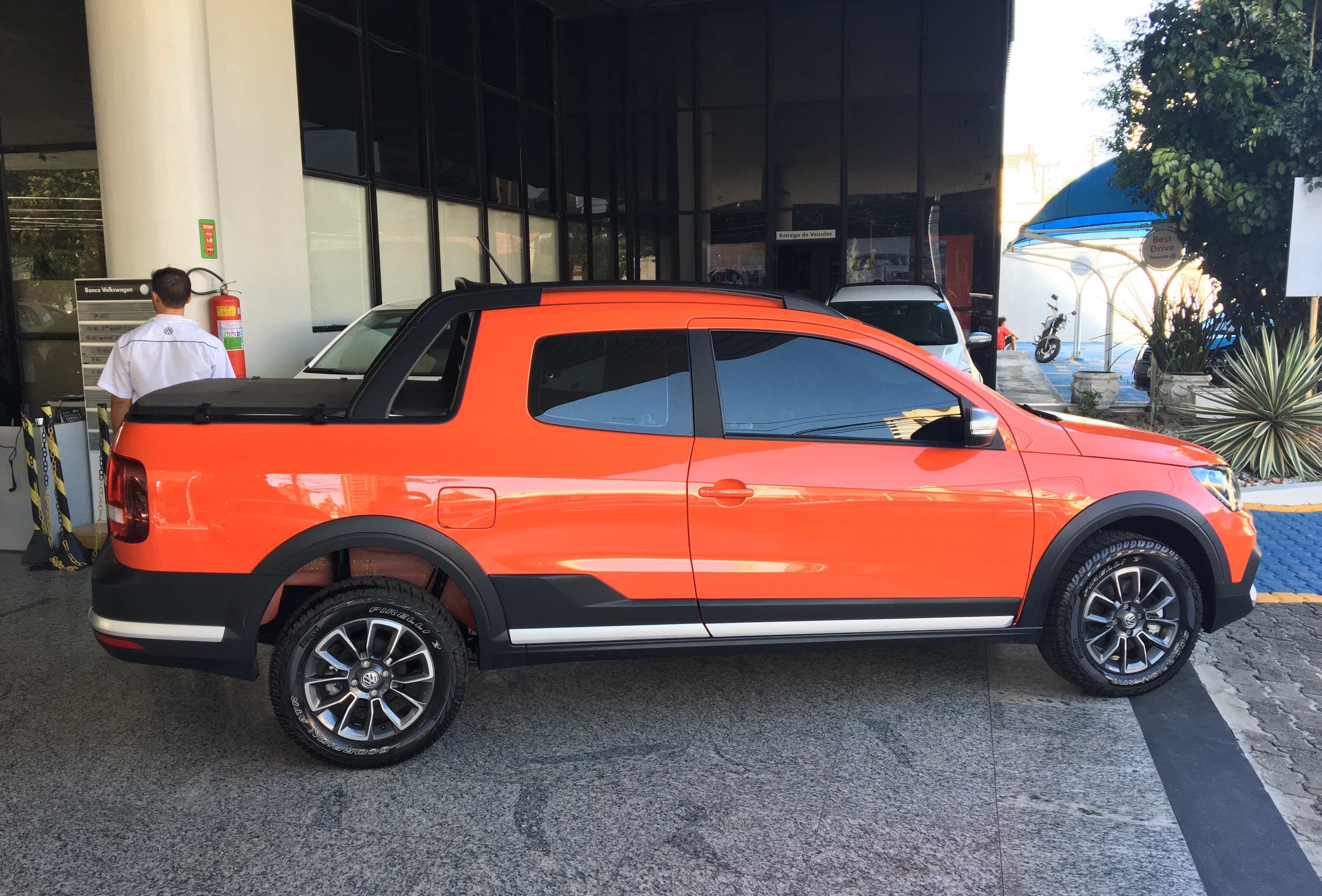
Vista de lado (segunda reestilización)